# Eirik Hystad Solberg
Eirik Hystad Solberg (* 14. Oktober 2002 in Stavanger, Rogaland) ist ein norwegischer Skirennläufer. Er ist auf die technischen Disziplinen Riesenslalom und Slalom spezialisiert.

## Biografie
Eirik Hystad Solberg wuchs in Stavanger in Südnorwegen auf. Nachdem seine Familie eine Wohnung im zwei Autostunden entfernten Sirdal erworben hatte, erlernte er das Skifahren ab dem vierten Lebensjahr im Skigebiet Ålsheia. Er absolvierte ein Skigymnasium in Oppdal.
Als 15-Jähriger gewann Solberg in seiner Altersklasse die 43. Ausgabe des Pokal Loka in Škofja Loka. Wenige Monate später bestritt er in Hemsedal seine ersten FIS-Rennen. Nach ersten Siegen auf dieser Ebene gab er Anfang Januar 2022 in den Slaloms von Berchtesgaden sein Debüt im Europacup. Nur wenige Wochen danach fuhr er in Oppdal und Almåsa erstmals unter die besten zehn. Bei seinen ersten und einzigen Juniorenweltmeisterschaften in Panorama belegte er die Ränge sechs und 14 in Slalom und Riesenslalom, mit der norwegischen Mannschaft wurde er Siebenter. Nach eineinhalbjähriger Rennpause kehrte er zu Beginn des Winters 2023/24 zurück und feierte als Europacup-Dritter im Slalom von Obereggen sein bis dahin bestes Resultat. Drei Wochen später gelang ihm in Berchtesgaden sein erster Sieg.
Am 21. Januar 2024 gab Solberg in Kitzbühel sein Weltcup-Debüt und gewann mit Platz 18 auf Anhieb die ersten Punkte. Am Ende der Saison kürte er sich in Hafjell im Riesenslalom erstmals zum norwegischen Meister.

## Erfolge

### Weltcup
- 1 Platzierung unter den besten 20

### Weltcupwertungen
| Saison  | Gesamt | Gesamt | Slalom | Slalom |
| Saison  | Platz  | Punkte | Platz  | Punkte |
| ------- | ------ | ------ | ------ | ------ |
| 2023/24 | 120.   | 13     | 45.    | 13     |

### Europacup
- Saison 2023/24: 6. Gesamtwertung, 4. Slalomwertung
- 2 Podestplätze, davon 1 Sieg:

| Datum           | Ort           | Land        | Disziplin |
| --------------- | ------------- | ----------- | --------- |
| 13. Januar 2024 | Berchtesgaden | Deutschland | Slalom    |

### Juniorenweltmeisterschaften
- Panorama 2022: 6. Slalom, 7. Mannschaftswettbewerb, 14. Riesenslalom

### Weitere Erfolge
- 1 norwegischer Meistertitel (Riesenslalom 2024)
- Sieg bei den georgischen Meisterschaften im Slalom 2022
- 3 Siege in FIS-Rennen